# Абдалла бін Халіфа Аль Тані
Абдалла бін Халіфа Аль Тані (нар. 25 грудня 1959 в Досі) — прем'єр-міністр Катару від 29 жовтня 1996 до 3 квітня 2007 року, брат еміра Катару Хамада бін Халіфа Аль Тані.

## Біографія
Абдалла бін Халіфа отримав шкільну освіту в Катарі, 1976 року закінчив Королівську військову академію в Сандгерсті. Потім він приєднався до катарської армії, займаючи багато керівних посад. У 1989 році Аль Сані був призначений помічником начальника Збройних Сил у званні підполковника. У 1979 році став головою олімпійського комітету Катару і займав цю посаду до 1989 року.

## Політична кар'єра
- 17 липня 1989 — призначений міністром внутрішніх справ,
- 11 липня 1995 — призначений заступником прем'єр-міністра та міністром внутрішніх справ,
- 29 жовтня 1996 — призначений прем'єр-міністром та міністром внутрішніх справ (до 2 січня 2001 року);
- 3 квітня 2007 — пішов у відставку з посади голови уряду.